# Битва у Ла-Платы
Бой у Ла-Платы (англ. Battle of the River Plate) — первое крупное морское сражение Второй мировой войны. Немецкий тяжёлый крейсер «Адмирал граф Шпее», осуществлявший рейдерские операции, 13 декабря 1939 года вступил в бой с эскадрой, состоявшей из британских крейсеров HMS Exeter, HMS Ajax и новозеландского HMNZS Achilles. Сражение стало завершением охоты британского флота на немецкий карманный линкор «Адмирал граф Шпее» и закончилось его затоплением.

## Участники
• Граф Шпее Скорость 26 узлов. Вооружение: 6 орудий калибра 283 мм в трёхорудийных башнях; 8 орудий калибра 150 мм в одноорудийных установках; 6 зенитных орудий калибра 105 мм. Дальность стрельбы орудий главного калибра 27,4 км.
• Эксетер Скорость 31,25 узла. Вооружение: 6 орудий калибра 203 мм в двухорудийных башнях; 4 зенитных орудия калибра 102 мм. Дальность стрельбы орудий главного калибра 24,7 км.
• Аякс Скорость 31,25 узла. Вооружение: 8 орудий калибра 152 мм в двухорудийных башнях; 8 зенитных орудий калибра 102 мм. Дальность стрельбы орудий главного калибра 22,85 км.
• Ахиллес Скорость 31,25 узла. Вооружение: 8 орудий калибра 152 мм в двухорудийных башнях; 4 зенитных орудия калибра 102 мм. Дальность стрельбы орудий главного калибра 22,85 км.

## Бой
Утром 13 декабря 1939 года около 6 часов утра «Адмирал граф Шпее» столкнулся с эскадрой английских крейсеров; на «Шпее» обнаружили верхушки английских мачт в 5:52, в 6:16 с крейсера «Эксетер», поступило донесение: «Полагаю, что это „карманный линкор“». Немцы в начале боя приняли английские легкие крейсера за эсминцы, и командир «Адмирала Шпее» капитан цур зее Ганс Лангсдорф посчитал, что имеет дело с крейсером и двумя эсминцами. Лангсдоф, имевший приказ не вступать в бой с английскими боевыми кораблями, и опасаясь, что англичане, шедшие до сего времени экономичным 15-узловым ходом, начнут погоню, дал команду
уходить полным ходом.
Английской эскадрой командовал коммодор Генри Харвуд, находившийся на флагмане «Аякс». Им был принят план боя, состоявший с учётом своего превосходства в скорости в том, чтобы взять противника в клещи, заставив его вести стрельбу на оба борта.
Командовал «Эксетером» капитан Фредерик Белл, имевший тридцатилетний опыт службы на флоте, участник многих боевых операций.
В 6:18 первый залп немецкого рейдера лег между английскими крейсерами, а через четыре минуты заговорили орудия «Эксетера». Приняв легкие крейсера за эсминцы, командир «Адмирала графа Шпее» капитан 1 ранга Г. Лангсдорф приказал сосредоточить огонь артиллерии главного калибра только на самом сильном противнике.
В 6:23 Лангсдорф добился попадания в правый борт «Эксетера», что уничтожило почти всю команду торпедистов.
В результате следующих шести залпов «Эксетер» получает несколько попаданий, после чего у него оказалась разбитой вторая носовая башня, разрушен командирский мостик, нарушена связь и выведены из строя механизмы управления рулями. Однако механизмы двигателей остались невредимыми. Перейдя в кормовую боевую рубку, командир английского корабля начал передавать команды по цепочке матросов аварийной команде ручного управления. Во многих отделениях корабля были пожары, а сам он получил крен на правый борт. Из уцелевших орудий англичанам удалось поразить Граф Шпее в правый борт.
Лангсдорф дал радиограмму о том, что корабль повреждён, имеется 36 убитых, 6 тяжело и 53 легко раненых и уверенности в том, что в такой ситуации ему удастся прорваться обратно нет, потому он, несмотря на опасность быть заблокированным, идёт в устье Ла-Платы. Рейдер успел уничтожить оставшиеся носовые орудия «Эксетера», который горел во многих местах. Пожар на «Эксетере» стих после недолёта немецких снарядов, заливших корабль водой. Следующим попаданием была около 7:40 окончательно уничтожена вся артиллерия главного калибра «Эксетера». Белл был ранен осколком в глаза.
На вопрос старшего офицера о дальнейших действиях Белл ответил, что намерен таранить немецкий корабль. Однако Лангсдорф, не имевший приказа вступать в бой с боевыми кораблями и уверенный, что слабая английская эскадра представляет собой лишь авангард крупного английского соединения, дал команду уходить под прикрытием дымовой завесы в нейтральные воды. Пилоты взлетевшего с «Ахиллеса» самолёта для корректировки огня и осмотра горящего «Эксетера» были поражены тем, что корабль в таком состоянии мог держаться на плаву. К вечеру судовой врач извлёк осколки из глаз Белла, после чего он вернулся к управлению кораблём и привёл его на Фолкленды, где корабль был поставлен в док.
Тем временем легкие крейсеры, обстреливаемые только вспомогательной артиллерией линкора, проскочили опасную зону и, по словам Лангсдорфа, вели себя с «непостижимой наглостью». Когда в 7:16 рейдер повернул к югу, намереваясь добить «Эксетер», легкие крейсеры «Аякс» и «Ахиллес», стреляли так точно и эффективно, что двумя снарядами вывели из строя систему управления артиллерийским огнём на «Адмирале графе Шпее». И, хотя эти действия не остались без ответа (один 280-мм немецкий снаряд вывел из строя кормовые башни на «Аяксе», а другой снёс его мачту), оба англичанина продолжали до ночи его преследовать, на время пропадая из виду. «Граф Шпее» отстреливался, экономя боезапас. Потеряв примерно в 22:00 англичан из вида окончательно, Лангсдорф сделал роковую ошибку, не повернув на юг, что дало бы ему возможность уйти в просторы Атлантики.
В полночь, когда «Адмирал граф Шпее» отдал якорь на рейде Монтевидео, «Аякс» и «Ахиллес», разделившись, поспешили перекрыть оба выхода из устья Ла-Платы. На следующую ночь к ним присоединился тяжелый крейсер «Камберленд» (восемь 203-мм орудий) — это было пока все, что Харвуд смог противопоставить германскому рейдеру.
В ходе боя на «Адмирале граф Шпее» погибли 36 моряков, 60 были ранены. На кораблях британской эскадры погибли 72 члена экипажей (больше всех — на наиболее пострадавшем «Эксетере» — 61 человек, на «Аяксе» — 7 человек, на «Ахиллесе» — 4 человека). Ещё 28 британских моряков получили ранения, из них 23 — члены экипажа «Эксетера».

## Последующие события
Посетившая крейсер государственная комиссия Уругвая установила, что для ремонта корабля потребуется не меньше двух недель. Хотя повреждения «Адмирала графа Шпее» оказались не очень велики, он нуждался в ремонте, который было невозможно сделать за трёхдневный срок, предоставленный правительством Уругвая согласно нормам международного права. Английская и французская дипломатические миссии делали всё возможное, чтобы подольше задержать линкор в Монтевидео, поскольку ближайшие тяжёлые английские корабли находились, по данным Черчилля, на расстоянии не меньше 2000 морских миль.
Понимая затруднительное положение Лангсдорфа, английская агентура в Монтевидео передала по радио ложную секретную информацию и усиленно распространяла слухи, что «Адмирала графа Шпее» у выхода из Ла-Платы поджидает сильная английская эскадра, в составе которой находятся линейный крейсер «Ринаун» и авианосец «Арк Ройял». Присутствие двух английских крейсеров служило убедительным подтверждением слухов. Кроме того, силуэт «Камберленда» был ошибочно принят немцами за «Ринаун». Командующий морскими силами Англии в Южной Америке провокационно проинформировал городские власти и полицию о том, что в ближайшее время прибудут два больших английских корабля для отдыха своих экипажей.
Уверовав в неминуемую гибель своего корабля, Лангсдорф послал запрос в Берлин, сообщив, что вследствие блокады прорыв безнадёжен. 17 декабря он получил от адмирала Рёдера телеграмму, предписывающую ему продлить пребывание в нейтральных водах настолько, насколько это будет возможно и попытаться прорваться в Буэнос-Айрес, но ни в коем случае не допускать интернирования корабля в Уругвае. В случае принятия решения о затоплении, обеспечить приведение корабля в негодность.
17 декабря после полудня 700 членов экипажа, собрав пожитки, перешли на стоящее в гавани немецкое торговое судно.
При этом были освобождены 27 членов экипажей с потопленных английских судов. Они немедленно информировали английское посольство, что другие 300 пленников переданы на немецкое судно «Альтмарк».
17 декабря в 18:20, провожаемый взглядами 750 000 зрителей, надеявшихся стать свидетелями морского боя, корабль отошёл в нейтральные воды из гавани Монтевидео. Затем остатки команды и капитан в количестве 40 человек перешли на буксир, предварительно разместив в отсеках корабля шесть боевых отделений торпед.
В 19:56 последовало несколько взрывов, после чего корабль затонул на глубине 8 метров.
Оставшийся в отеле Буэнос-Айреса Лангсдорф 20 декабря, следуя правилам кайзеровского флота, состоявшими в том, что капитан разделяет судьбу своего корабля, завернулся в корабельный флаг и застрелился. Экипаж «Адмирала Графа Шпее» был эвакуирован в Буэнос-Айрес, а затем поселён в городке Вилья-Каламучита в глубине страны.
По возвращении в Англию команда «Эксетера» была принята в Плимуте Черчиллем и в Лондоне королём Георгом VI, Белл был произведен в командоры, а Генри Харвуд — в рыцари-командоры Ордена Бани.

## Значение боя
Победа флота оказала положительное влияние на моральный дух Британской Империи. Уинстон Черчилль в своей книге «Вторая мировая война» писал: 
«Исход боя у реки Ла-Плата вызвал ликование в английском народе и повысил наш престиж во всем мире. Зрелище трех более слабых английских кораблей, атаковавших и обративших в бегство противника, обладавшего гораздо более мощными орудиями и бронёй, вызвало всеобщее восхищение».